# Guy Ligier
Guy Camille Ligier (Vichy, 12 luglio 1930 – Nevers, 23 agosto 2015) è stato un pilota motociclistico, pilota automobilistico e imprenditore francese nonché fondatore dell'omonima scuderia e casa automobilistica.

## Carriera

### Attività Sportiva
Rimasto orfano in giovane età, fu subito attratto dallo sport: prima di passare ai motori fu campione di Francia di canottaggio e rugbista a 15 nel Vichy, rappresentando la Francia "B" e la Militare.
Sul finire degli anni cinquanta si dedicò al motociclismo, ottenendo il titolo di campione francese "Inter" della 500 nel 1959 e partecipando nello stesso anno al Gran Premio di Francia (tredicesimo con una Norton 500), dopo avervi peraltro debuttato con un ritiro già due anni prima.
Passò al mondo dell'automobilismo relativamente tardi, agli inizi degli anni sessanta, contemporaneamente all'ampliamento delle sue attività di imprenditore nel campo delle opere pubbliche.
La sua avventura nel mondo delle quattro ruote fu, per la maggior parte di quel periodo, legata indissolubilmente a quella di un altro pilota francese, Jo Schlesser, con cui corse sia nelle categorie di gare monoposto che in quelle di durata degli Sport Prototipo.
Il debutto in Formula 1 avvenne in forma privata nella stagione 1966 e continuò anche nella successiva, senza peraltro giungere a risultati di particolare rilievo.

### Attività imprenditoriale
Il ritiro di Ligier dall'agonismo in prima persona avvenne nel 1968, spinto anche dalla morte dell'amico Schlesser in un incidente di corsa, cominciando però una sua attività di costruttore di vetture da corsa e fondando la Ligier, che guidò in prima persona per 24 anni, fino alla vendita, avvenuta nel 1992, all'imprenditore Cyril de Rouvre.
È morto il 23 agosto 2015 all'età di 85 anni. Oggi riposa nel Cimitero dei Bartins a Vichy.

## Risultati nel motomondiale

### Classe 350
| 1957 | Classe | Moto |   |  |  |  |  |  |  |  |  | Punti | Pos. |
| ---- | ------ | ---- | - |  |  |  |  |  |  |  |  | ----- | ---- |
| 1957 | 350    |      | - |  |  |  |  |  |  |  |  | 0     |      |

| 1958 | Classe | Moto   |  |  |    |  |  |  |  |  |  | Punti | Pos. |
| ---- | ------ | ------ |  |  | -- |  |  |  |  |  |  | ----- | ---- |
| 1958 | 350    | Norton |  |  | 20 |  |  |  |  |  |  | 0     |      |

| Legenda | 1º posto        | 2º posto            | 3º posto            | A punti      | Senza punti        | Grassetto – Pole position Corsivo – Giro più veloce |
| Legenda | Gara non valida | Non qual./Non part. | Ritirato/Non class. | Squalificato | '-' Dato non disp. | Grassetto – Pole position Corsivo – Giro più veloce |

### Classe 500
| 1957 | Classe | Moto   |     |  |  |  |  |  |  |  |  | Punti | Pos. |
| ---- | ------ | ------ | --- |  |  |  |  |  |  |  |  | ----- | ---- |
| 1957 | 500    | Norton | Rit |  |  |  |  |  |  |  |  | 0     |      |

| 1958 | Classe | Moto   |  |  |    |  |  |  |  |  |  | Punti | Pos. |
| ---- | ------ | ------ |  |  | -- |  |  |  |  |  |  | ----- | ---- |
| 1958 | 500    | Norton |  |  | NC |  |  |  |  |  |  | 0     |      |

| 1959 | Classe | Moto   |    |  |  |  |  |  |  |  |  | Punti | Pos. |
| ---- | ------ | ------ | -- |  |  |  |  |  |  |  |  | ----- | ---- |
| 1959 | 500    | Norton | 13 |  |  |  |  |  |  |  |  | 0     |      |

| Legenda | 1º posto        | 2º posto            | 3º posto            | A punti      | Senza punti        | Grassetto – Pole position Corsivo – Giro più veloce |
| Legenda | Gara non valida | Non qual./Non part. | Ritirato/Non class. | Squalificato | '-' Dato non disp. | Grassetto – Pole position Corsivo – Giro più veloce |

## Risultati in Formula 1
| 1966 | Scuderia       | Vettura    |    |    |    |    |   |    |  |  |  |  |  | Punti | Pos. |
| ---- | -------------- | ---------- | -- | -- | -- | -- | - | -- |  |  |  |  |  | ----- | ---- |
| 1966 | Pilota privato | Cooper T81 | NC | NC | NC | 10 | 9 | NP |  |  |  |  |  | 0     |      |

| 1967 | Scuderia       | Vettura                   |  |  |  |    |    |    |   |  |     |     |    | Punti | Pos. |
| ---- | -------------- | ------------------------- |  |  |  | -- | -- | -- | - |  | --- | --- | -- | ----- | ---- |
| 1967 | Pilota privato | Cooper T81 e Brabham BT20 |  |  |  | 10 | NC | 10 | 6 |  | Rit | Rit | 11 | 1     | 19º  |

| Legenda | 1º posto     | 2º posto | 3º posto    | A punti         | Senza punti/Non class.  | Grassetto – Pole position Corsivo – Giro più veloce |
| Legenda | Squalificato | Ritirato | Non partito | Non qualificato | Solo prove/Terzo pilota | Grassetto – Pole position Corsivo – Giro più veloce |